# NGC 4109
NGC 4109 је спирална галаксија у сазвежђу Ловачки пси која се налази на NGC листи објеката дубоког неба.
Деклинација објекта је + 42° 59' 46" а ректасцензија 12h 6m 51,1s. Привидна величина (магнитуда) објекта NGC 4109 износи 14,1 а фотографска магнитуда 15,0. NGC 4109 је још познат и под ознакама MCG 7-25-24, CGCG 215-27, NPM1G +43.0210, PGC 38427.